# Yvonne Aki-Sawyerr
Yvonne Aki-Sawyerr, née le 30 décembre 1960, est une personnalité politique sierraléonaise, maire de Freetown depuis 2018.

## Biographie
Elle est née à Freetown en 1960.
Elle obtient un diplôme en économie avec honneur à l'Université de Fourah Bay en 1988. À l'université, Aki-Sawyerr est active dans l'AIESEC (Association Internationale des Étudiants en sciences économiques et de Gestion).
Elle obtient également une maîtrise en Relations Internationales et en Politique de l'Économie Mondiale à la London School of Economics and Political Science. En 1993, elle reçoit le certificat de l'Institut des Comptables agréés en Angleterre et au pays de Galles.
Aki-Sawyerr est reconnue pour son travail lors de la crise de l'Ebola en Sierra Leone. Pendant cette épidémie, elle est responsable de la planification au  National Ebola Response Center. En décembre 2015, elle reçoit la Médaille d'Or de l'Ebola, remise par d'Ernest Bai Koroma. Elle est faite également Officier de l'Ordre de l'Empire britannique (OBE) par la Reine Elizabeth II en janvier 2016.
Elle devient maire de la ville de Freetown en 2018, gagnant avec 309 000 voix, soit 59.92% de la communauté. C'est la deuxième femme maire de la capitale du Sierra Leone, après June Holst-Roness (en), maire de 1977 à 1980.
En janvier 2023, Yvonne Aki Sawyerr annonce qu'elle briguera un autre mandat pour les élections de juin 2023 (élections générales, c'est-à-dire à la fois présidentielles, législatives et municipales). Elle soutient le candidat de sa formation politique, l'APC ou  All People's Congress, à la présidentielle, Samura Kamara, un candidat de l'opposition qui prend la deuxième place à cette présidentielle, et est réélue maire de Freetown.

## Distinctions et décorations
- Prix allemand pour l'Afrique (2024)[9]